# José Herrera Petere
José Herrera Aguilera, més conegut com a José Herrera Petere, (Guadalajara, Castella-La Manxa, 27 d'octubre de 1909 - Ginebra, Suïssa, 7 de febrer de 1977) va ser un escriptor espanyol de la generació del 36, fill del general i President de la II República en l'exili entre 1960 i 1962, Emilio Herrera Linares. Va conrear sobretot la poesia, però va crear també en narrativa, contes infantils i teatre. Va ser autor de nombrosos poemes i cançons de motivació i exaltació del bàndol republicà durant la Guerra Civil espanyola.

## Biografia

### Infància i joventut
Neix el 27 d'octubre de 1909 a Guadalajara, fill de l'enginyer militar Emilio Herrera Linares i d'Irene Aguilera Cappa, i és batejat amb el nom de José Emilio Ricardo Adolfo Vicente de Herrera y Aguilera. En néixer li van posar l'àlies de Petere en referència a un nen que havia arribat un mes abans a la ciutat en un circ i que va gaudir de fama entre els espectadors. En 1914 el seu pare ascendeix a comandant i és destinat a Madrid, on es traslladaria tota la família fins al seu exili. Assisteix al col·legi del Pilar de la capital espanyola, on estudiarà fins a matricular-se en 1927 en Dret i en Filosofia i Lletres a la Universitat Central de Madrid. En aquest mateix any 1927, pren contacte amb els impulsors de la primera Escola de Vallecas, l'escultor Alberto Sánchez Pérez i el pintor Benjamín Palencia, sumant-se al grup de curiosos atrets per l'escola, entre ells Maruja Mallo i Rafael Alberti.

### República
Herrera Petere comença a ser prolífic en revistes de temàtica poètica com La Gaceta Literaria, Octubre, Cruz y Raya o Noroeste, i fundant unes altres amb títols tan estrafolaris com En España ya todo está preparado para que se enamoren los sacerdotes o Extremos a que ha llegado la poesía española, on va publicar una sèrie de poemes amb els quals va arribar a enlluernar a escriptors ja reconeguts com ara Juan Ramón Jiménez. També comença a ser prolífic en cercles polítics, arribant a ingressar en 1931 en el Partit Comunista d'Espanya. Des de 1933 col·labora en diversos actes de l'Asociación de Escritores y Artistas Revolucionarios. En 1934 anuncia la publicació de dos llibres que, no obstant això, mai arribaria a escriure. El seu primer llibre el publicaria en 1936 sota el títol de La parturienta, on va reunir diversos poemes publicats per ell en els anys anteriors en les diferents revistes on va col·laborar i el qual va prologar amb un poema el seu amic Rafael Alberti.

### Guerra Civil
Amb l'esclat de la Guerra Civil en 1936, Petere s'allista en el Cinquè Regiment i va participar com a poeta i soldat en diversos fronts. En la guerra és quan es converteix en un prolífic poeta component versos i cançons d'arenga del bàndol republicà. Va usar un llenguatge i una tècnica senzills, estils com el romanç o la cobla i un caràcter polític amb la finalitat que pogués arribar a tots els soldats, especialment els menys instruïts. Publicava bé per octavetes soltes, bé mitjançant diferents revistes com El Mono Azul, Hora España o Milicia Popular, cosa que li va assegurar una gran acceptació entre els combatents i fos el poeta més publicat durant aquests anys, tant que molts dels seus poemes apareixerien repetits en diverses recopilacions d'escrits sobre la guerra civil. Gran part de la seva obra en els anys de la guerra els acabaria sent recollida en el llibre Guerra viva, publicat en 1938, obra que s'ofereix com un testimoniatge viu sobre la contesa des del front republicà. Aquest any també publicaria Acero de Madrid (epopeya), llibre èpic pel qual rebria el Premio Nacional de Literatura.
Seria també durant la guerra, el 15 de febrer de 1937, quan contreu matrimoni amb Carmen Soler de Herrera, la dona que estaria al seu costat durant la resta de la seva vida. L'1 de setembre d'aquest mateix any moriria en el front de Terol el seu únic germà, d'uns 19 anys, Emilio Herrera Aguilera, pilot republicà, fet que el marcaria durant tota la seva vida sumint-li en una profunda malenconia que es veuria reflectit en alguns dels seus poemes posteriors.

### Exili
Amb la derrota del bàndol republicà en el front de Catalunya a primers del mes de febrer de 1939 surt exiliat a França. Als pocs dies és internat en el camp de concentració de Sant Cebrià, a la Catalunya del Nord, d'on sortiria en llibertat gràcies a la mediació de Pau Picasso. Amb ell arriba a París on es reuniria amb el seu pare i amb la seva esposa, exiliats poc temps abans. El 14 d'abril neix el seu primer fill, Emilio. Al maig es trasllada a Mèxic juntament amb altres exiliats espanyols, on residirà durant gairebé un decenni entre ciutat de Mèxic i Cuernavaca.
A la seva arribada a Mèxic Petere col·laborarà amb nombroses revistes tals com Talleres, Romance, Las Españas o Nuestro Tiempo. També publicaria una sèrie d'obres en vers i en teatre com Niebla de cuernos (Entreacto en Europa), ¡Muera la inteligencia! o Rimado de Madrid.
En 1947 és contractat com a funcionari de l'Organització Internacional del Treball amb seu en Ginebra, on es traslladaria amb la seva família a primers d'any i on residiria la resta de la seva vida. Va exercir càrrecs d'editor i traductor d'espanyol. Des de Ginebra viatjaria amb freqüència a París per reunir-se amb amics allí exiliats com Rafael Alberti, Jorge Semprún o Francisco Giner de los Ríos Morales, fill de Francisco Giner de los Ríos. El treball en la OIT li reportaria una bona solvència econòmica i ho compaginaria amb la publicació d'una gran diversitat d'obres en espanyol i en francès, en la seva majoria poètica, com Árbol sin tierra (1950), Carpio de Tajo (1957), el manual recopilatori d'obres literàries espanyoles Sommets de la Littèrature Espagnole (12 toms entre 1961-1963), en col·laboració amb l'escriptor suís Georges Haldas, amb il·lustracions de Picasso.
Al llarg del seu exili només tornaria a Espanya en 1972 amb un permís d'estada de dos mesos. Durant aquest temps recorre diferents llocs on va batallar durant la guerra civil com Somosierra, Torija, Trijueque, Burgos o Los Monegros, on reposaven les restes del seu germà. Acompanyat per l'editor i escriptor José Esteban viatjaria també a Sigüenza i a la seva ciutat natal, Guadalajara. A Madrid realitza una lectura de poemes seus a la seu de l'editorial Turner acompanyat per, entre d'altres, Blas de Otero.
El 7 de març de 1976 rep un multitudinari homenatge en el teatre Carouge de Ginebra per part d'exiliats espanyols en França i Suïssa. El 7 de febrer de 1977 moriria en Ginebra. En el sepeli, al cementiri Petit-Saconnex de la ciutat suïssa, la seva vella amiga María Zambrano llegeix un emotiu "Adiós a Petere" i a l'Ateneo de Madrid se li rendeix un homenatge en el qual participa artistes de tots els camps com Aurora Albornoz, José Esteban, Juan Diego o Rosa Vicente. El 4 d'abril de 1979 el Club del Libro Español li dedica un altre homenatge en el qual acudeixen nombrosos amics de Petere, i el 1984 seria la Biblioteca Nacional d'Espanya l'encarregada de realitzar unes jornades a Madrid sobre Herrera Petere, organitzades per Rafael Alberti, Rafael Sánchez Ventura i Juan Manuel Díaz Caneja.

## Obra literària

### Obres pròpies
- En España ya esta todo preparado para que se enamoren los sacerdotes. Madrid, 1931.[2]
- Poesías de la guerra civil, ed. del Quinto Regimiento, Madrid, 1936.
- La parturienta y otros cuentos y poemas en prosa satíricos sobre las clases reaccionarias españolas, ed. Plutarco, Madrid, 1936.
- Teatro para combatientes:El fusil, La voz de España y Torredonjil, Comisariado General de Guerra, Valencia, 1937.
- Acero sobre Madrid, Nuestro Pueblo, Madrid-Barcelona, 1938.
- Puentes de sangre. Narración a propósito del paso del Ebro, Nuestro Pueblo, Madrid-Barcelona, 1938.
- Cumbres de Extremadura (novela de guerrilleros), Nuestro Pueblo, Madrid-Barcelona, 1938.
- Guerra viva. Romances, Ediciones Españolas, Madrid, 1938.
- Niebla de cuernos (Entreacto en Europa), ed. Séneca, México, 1940.
- Rimado de Madrid. Primera parte, FOARE, México, 1946.
- Arbre sans terre. Árbol sin tierra, GLM, París, 1950.
- L'Arve a Tolède, Jeune Poésie, Ginebra, 1955.
- Diamanche, vers le Sud... (Hacia el sur se fue el domingo), Pierre Seghers, París, 1956.
- Carpio de Tajo, Ariadna, Buenos Aires, 1957.
- La suerte. Lettres-Poèmes, ed. Le Club du Poème, Ginebra, 1961.
- Sommets de la Littèrature Espagnole, Rencontre, Lausana, 1963.
- A Antonio Machado, ed. Le Club du Poème, Ginebra, 1965.
- Mercurio y plomo. Tragicomedia en siete cuadros, 1965.
- ¿Por qué no estamos en España?, ed. Jeune Poèsie, Génova, 1965.
- La serrana de la Vera o la comedia de la televisión, Rencontre, Lausana, 1966.
- Cendres. Cenizas, Pajouvertes, Ginebra, 1975.

### Obres conjuntes amb altres autors
- Cantos de primavera, 1927. Obra conjunta de José Herrera Petere i Luis Felipe Vivanco.
- Romancero de la guerra española, ed. Panorama, Santiago de Chile, 1937.
- Romancero de los voluntarios de la libertad, Comisariado de Guerra de las Brigadas Internacionales, Madrid, 1937.
- Poetas en la España leal, Ediciones Españolas, Madrid-Valencia, 1937.
- Homenaje de despedida a las Brigadas Internacionales, Ediciones Españolas, Madrid-Valencia, 1937.
- España heroica. Homenaje en el 2º aniversario de la lucha por su independencia, ed. Teatro del Pueblo, Buenos Aires, 1938.
- Colección de canciones de lucha, Topografía Moderna, Valencia, 1939.
- ¡Muera la inteligencia!, 1943. Teatre i guió de cinema en col·laboració amb Álvaro de Albornoz.
- Romancero general de la guerra civil española, Imprenta López, Buenos Aires, 1944.
- Retablo Hispánico, Clavileño, Méjico, 1946.
- Romancero della Resistenza spagnola, Feltrinelli, Milán, 1960.
- Romancero español 1936-1939, Quetzal, Buenos Aires, 1967.